# Gran Premio motociclistico d'Olanda 2024
Il Gran Premio motociclistico d'Olanda 2024 è stata l'ottava prova del motomondiale del 2024. Le vittorie nelle quattro classi sono andate a: Francesco Bagnaia nella Sprint e nella gara della MotoGP, Ai Ogura in Moto2, Iván Ortolá in Moto3, Héctor Garzó e Alessandro Zaccone nelle due gare della MotoE.

## Prove e Qualifiche

### MotoE
Nelle due sessioni di prove libere, il pilota più veloce in pista è lo spagnolo Jordi Torres con la Openbank Aspar Team con il miglior tempo in 1'39"965.
In qualifica, Pole Position viene conquistata per la seconda volta consecutiva da Alessandro Zaccone, in 1'39"444; ecco i risultati dei primi cinque classificati:
| Pos | Nº | Pilota             | Team                | Tempo    |
| --- | -- | ------------------ | ------------------- | -------- |
| 1   | 61 | Alessandro Zaccone | Tech3 E-Racing      | 1'39.444 |
| 2   | 4  | Héctor Garzó       | Dynavolt Intact GP  | 1'39.782 |
| 3   | 21 | Kevin Zannoni      | Openbank Aspar Team | 1'40.015 |
| 4   | 21 | Jordi Torres       | Openbank Aspar Team | 1'40.108 |
| 5   | 29 | Nicholas Spinelli  | Tech3 E-Racing      | 1'40.150 |

### Moto3
Nella sessione di prove libere, Iván Ortolá è il pilota più veloce in pista in 1'40"610. Nelle due sessioni di Pre-Qualifiche, è il pilota di casa Collin Veijer a far segnare il miglior tempo in 1'39"703.
In qualifica si prende la Pole per la prima volta in carriera Ángel Piqueras, rookie di Leopard Racing in 1'39"746; ecco i risultati dei primi cinque classificati:
| Pos | Nº | Pilota          | Team                           | Tempo    |
| --- | -- | --------------- | ------------------------------ | -------- |
| 1   | 80 | Ángel Piqueras  | Leopard Racing                 | 1'39.746 |
| 2   | 72 | Taiyo Furusato  | Honda Team Asia                | 1'39.820 |
| 3   | 95 | Collin Veijer   | Liqui Moly Husqvarna Intact GP | 1'40.055 |
| 4   | 48 | Iván Ortolá     | MT Helmets - MSi               | 1'40.073 |
| 5   | 6  | Ryusei Yamanaka | MT Helmets - MSi               | 1'40.113 |

### Moto2
In Moto2, nella sessione di prove libere il più veloce in pista è Ai Ogura con un tempo di 1'36"458. Nelle due sessioni di Pre-Qualifiche, Somkiat Chantra fa segnare il miglior tempo in 1'35"341.
In qualifica, Fermín Aldeguer conquista la sua seconda Pole stagionale in 1'35.269; ecco i risultati dei primi cinque classificati:
| Pos | Nº | Pilota          | Team                  | Tempo    |
| --- | -- | --------------- | --------------------- | -------- |
| 1   | 54 | Fermín Aldeguer | Folladore SpeedUp     | 1'35.269 |
| 2   | 79 | Ai Ogura        | MT Helmets - MSi      | 1'35.499 |
| 3   | 3  | Sergio García   | MT Helmets - MSi      | 1'35.623 |
| 4   | 18 | Manuel González | QJMotor Gresini Moto2 | 1'35.640 |
| 5   | 21 | Alonso López    | Folladore SpeedUp     | 1'35.745 |

### MotoGP
In questo weekend partecipa anche il collaudatore Lorenzo Savadori per il team Aprilia Racing, alla sua terza wildcard stagionale.
Nella prima sessione di prove libere il miglior tempo è fatto segnare da Francesco Bagnaia in 1'32"401. L'italiano della squadra di Borgo Panigale si conferma il più veloce anche nella sessione di Pre-Qualifica mettendo a segno un 1'31"340. Bagnaia si conferma il più veloce anche nella seconda sessione di prove libere in 1'31"670.
Nel Q1 riescono passano il turno Pedro Acosta e Fabio Di Giannantonio. Nella Q2, si conferma come pilota più veloce della griglia Bagnaia che conquista la prima Pole stagionale davanti a Jorge Martín, che viene però penalizzato di tre posizioni in griglia nella gara di domenica per impeding, con Maverick Viñales che completa la prima fila. Di seguito i risultati delle qualifiche:
| Pos. | Nº | Pilota                | Team                         | Tempo     | Tempo    |
| Pos. | Nº | Pilota                | Team                         | Q1        | Q2       |
| ---- | -- | --------------------- | ---------------------------- | --------- | -------- |
| 1    | 1  | Francesco Bagnaia     | Ducati Lenovo Team           | Già in Q2 | 1'30.540 |
| 2    | 89 | Jorge Martín          | Prima Pramac Racing          | Già in Q2 | 1'30.621 |
| 3    | 12 | Maverick Viñales      | Aprilia Racing               | Già in Q2 | 1'30.951 |
| 4    | 73 | Álex Márquez          | Gresini Racing               | Già in Q2 | 1'30.979 |
| 5    | 41 | Aleix Espargaró       | Aprilia Racing               | Già in Q2 | 1'31.077 |
| 6    | 49 | Fabio Di Giannantonio | Pertamina Enduro VR46 Racing | 1'31.390  | 1'31.274 |
| 7    | 93 | Marc Márquez          | Gresini Racing               | Già in Q2 | 1'31.378 |
| 8    | 21 | Franco Morbidelli     | Prima Pramac Racing          | Già in Q2 | 1'31.405 |
| 9    | 33 | Brad Binder           | Red Bull KTM Factory Racing  | Già in Q2 | 1'31.479 |
| 10   | 31 | Pedro Acosta          | Red Bull GASGAS Tech3        | 1'31.372  | 1'31.482 |
| 11   | 23 | Enea Bastianini       | Ducati Lenovo Team           | Già in Q2 | 1'31.628 |
| 12   | 25 | Raúl Fernández        | Trackhouse Racing            | Già in Q2 | 1'31.928 |
| 13   | 20 | Fabio Quartararo      | Monster Energy Yamaha        | 1'31.620  |          |
| 14   | 43 | Jack Miller           | Red Bull KTM Factory Racing  | 1'31.903  |          |
| 15   | 72 | Marco Bezzecchi       | Pertamina Enduro VR46 Racing | 1'31.997  |          |
| 16   | 42 | Álex Rins             | Monster Energy Yamaha        | 1'32.108  |          |
| 17   | 88 | Miguel Oliveira       | Trackhouse Racing            | 1'32.123  |          |
| 18   | 32 | Lorenzo Savadori      | Aprilia Racing               | 1'32.243  |          |
| 19   | 5  | Johann Zarco          | Castrol Honda LCR            | 1'32.260  |          |
| 20   | 36 | Joan Mir              | Repsol Honda                 | 1'32.497  |          |
| 21   | 10 | Luca Marini           | Repsol Honda                 | 1'32.627  |          |
| 22   | 37 | Augusto Fernández     | Red Bull GASGAS Tech3        | 1'32.669  |          |
| 23   | 30 | Takaaki Nakagami      | Idemitsu Honda LCR           | 1'33.030  |          |

## Gare

### MotoGP

#### Sprint
Francesco Bagnaia non si stacca mai dalla testa della corsa andando a vincere la sua seconda Sprint stagionale e consecutiva aggiudicandosi anche il giro veloce. Mantengono le loro posizioni anche Jorge Martín e Maverick Viñales che chiudono in seconda e terza posizione. Giù dal podio Enea Bastianini, quarto. Seguono Fabio Di Giannantonio, Brad Binder, Fabio Quartararo, Álex Márquez e chiude la zona punti Franco Morbidelli. Di seguito i risultati della gara Sprint:

##### Arrivati al traguardo
| Pos. | Nº | Pilota                | Squadra                      | Motocicletta       | Giri | Tempo     | Griglia | Punti |
| ---- | -- | --------------------- | ---------------------------- | ------------------ | ---- | --------- | ------- | ----- |
| 1º   | 1  | Francesco Bagnaia     | Ducati Lenovo Team           | Ducati Desmosedici | 13   | 19'58"090 | 1º      | 12    |
| 2º   | 89 | Jorge Martín          | Prima Pramac Racing          | Ducati Desmosedici | 13   | +2.355    | 2º      | 9     |
| 3º   | 12 | Maverick Viñales      | Aprilia Racing               | Aprilia RS-GP      | 13   | +4.103    | 3º      | 7     |
| 4º   | 23 | Enea Bastianini       | Ducati Lenovo Team           | Ducati Desmosedici | 13   | +6.377    | 11º     | 6     |
| 5º   | 49 | Fabio Di Giannantonio | Pertamina Enduro VR46 Racing | Ducati Desmosedici | 13   | +8.869    | 6º      | 5     |
| 6º   | 33 | Brad Binder           | Red Bull KTM Factory Racing  | KTM RC16           | 13   | +9.727    | 9º      | 4     |
| 7º   | 20 | Fabio Quartararo      | Monster Energy Yamaha        | Yamaha YZR-M1      | 13   | +10.828   | 13º     | 3     |
| 8º   | 73 | Álex Márquez          | Gresini Racing               | Ducati Desmosedici | 13   | +13.196   | 4º      | 2     |
| 9º   | 21 | Franco Morbidelli     | Prima Pramac Racing          | Ducati Desmosedici | 13   | +13.560   | 8º      | 1     |
| 10º  | 31 | Pedro Acosta          | Red Bull GASGAS Tech3        | KTM RC16           | 13   | +15.972   | 10º     |       |
| 11º  | 72 | Marco Bezzecchi       | Pertamina Enduro VR46 Racing | Ducati Desmosedici | 13   | +16.036   | 15º     |       |
| 12º  | 88 | Miguel Oliveira       | Trackhouse Racing            | Aprilia RS-GP      | 13   | +16.082   | 17º     |       |
| 13º  | 43 | Jack Miller           | Red Bull KTM Factory Racing  | KTM RC16           | 13   | +18.739   | 14º     |       |
| 14º  | 36 | Joan Mir              | Repsol Honda                 | Honda RC213V       | 13   | +21.791   | 20º     |       |
| 15º  | 37 | Augusto Fernández     | Red Bull GASGAS Tech3        | KTM RC16           | 13   | +22.450   | 22º     |       |
| 16º  | 5  | Johann Zarco          | Castrol Honda LCR            | Honda RC213V       | 13   | +23.690   | 19º     |       |
| 17°  | 25 | Raúl Fernández        | Trackhouse Racing            | Aprilia RS-GP      | 13   | +24.430   | 12°     |       |
| 18°  | 30 | Takaaki Nakagami      | LCR Honda Idemitsu           | Honda RC213V       | 13   | +29.568   | 23°     |       |
| 19°  | 42 | Álex Rins             | Monster Energy Yamaha        | Yamaha YZR-M1      | 13   | +83.553   | 16°     |       |

##### Ritirati
| Nº | Pilota           | Squadra        | Motocicletta       | Giri | Griglia |
| -- | ---------------- | -------------- | ------------------ | ---- | ------- |
| 41 | Aleix Espargaró  | Aprilia Racing | Aprilia RS-GP      | 12   | 5º      |
| 32 | Lorenzo Savadori | Aprilia Racing | Honda RC213V       | 3    | 18º     |
| 10 | Luca Marini      | Repsol Honda   | Honda RC213V       | 2    | 21º     |
| 93 | Marc Márquez     | Gresini Racing | Ducati Desmosedici | 1    | 7º      |

#### Gara
Non prendono parte alla gara Aleix Espargaró e Lorenzo Savadori, a causa rispettivamente di una frattura semplice del metacarpo 5 per Aleix e fratture multiple dei processi traversi del tratto lombare della colonna vertebrale per Savadori dopo le loro cadute nella gara Sprint.
Terza vittoria consecutiva alla domenica per Francesco Bagnaia che domina la gara facendo segnare anche il giro veloce, completando un weekend perfetto avendo chiuso tutte le sessioni in testa. Chiude secondo come nella Sprint Jorge Martín mentre l'altra Ducati ufficiale di Enea Bastianini completa il podio in terza posizione. Quarta posizione per Fabio Di Giannantonio a conferma dell'ottimo weekend del pilota romano che precede al traguardo di pochi millesimi Maverick Viñales, miglior Aprilia. Miglior KTM è quella di Brad Binder che chiude in sesta posizione seguito dal trio composta da Álex Márquez, Raúl Fernández e Franco Morbidelli. Chiude in decima posizione Marc Márquez che taglia il traguardo quarto ma viene penalizzato di 16 secondi al termine della gara per irregolarità nella pressione delle gomme. Undicesimo posto per Jack Miller seguito dalla miglior Yamaha con Fabio Quartararo, dodicesimo. Chiudono la zona punti Johann Zarco, Augusto Fernández e Miguel Oliveira che ha dovuto scontare due long lap penalty. Di seguito i risultati della gara:

##### Arrivati al traguardo
| Pos. | Nº | Pilota                | Squadra                      | Motocicletta       | Giri | Tempo     | Griglia | Punti |
| ---- | -- | --------------------- | ---------------------------- | ------------------ | ---- | --------- | ------- | ----- |
| 1º   | 1  | Francesco Bagnaia     | Ducati Lenovo                | Ducati Desmosedici | 26   | 40'07"214 | 1º      | 25    |
| 2º   | 89 | Jorge Martín          | Prima Pramac Racing          | Ducati Desmosedici | 26   | +3.676    | 5º      | 20    |
| 3º   | 23 | Enea Bastianini       | Ducati Lenovo                | Ducati Desmosedici | 26   | +7.073    | 10º     | 16    |
| 4º   | 49 | Fabio Di Giannantonio | Pertamina Enduro VR46 Racing | Ducati Desmosedici | 26   | +8.299    | 4º      | 13    |
| 5º   | 12 | Maverick Viñales      | Aprilia Racing               | Aprilia RS-GP      | 26   | +8.258    | 2º      | 11    |
| 6º   | 33 | Brad Binder           | Red Bull KTM Factory Racing  | KTM RC16           | 26   | +16.005   | 8º      | 10    |
| 7º   | 73 | Álex Márquez          | Gresini Racing               | Ducati Desmosedici | 26   | +21.095   | 3º      | 9     |
| 8º   | 25 | Raúl Fernández        | Trackhouse Racing            | Aprilia RS-GP      | 26   | +22.368   | 11º     | 8     |
| 9º   | 21 | Franco Morbidelli     | Prima Pramac Racing          | Ducati Desmosedici | 26   | +23.413   | 7º      | 7     |
| 10º  | 93 | Marc Márquez          | Gresini Racing               | Ducati Desmosedici | 26   | +23.868   | 6º      | 6     |
| 11º  | 43 | Jack Miller           | Red Bull KTM Factory Racing  | KTM RC16           | 26   | +24.004   | 13º     | 5     |
| 12º  | 20 | Fabio Quartararo      | Monster Energy Yamaha        | Yamaha YZR-M1      | 26   | +24.057   | 12º     | 4     |
| 13º  | 5  | Johann Zarco          | Castrol Honda LCR            | Honda RC213V       | 26   | +42.767   | 17º     | 3     |
| 14º  | 37 | Augusto Fernández     | Red Bull GASGAS Tech3        | KTM RC16           | 26   | +42.871   | 20º     | 2     |
| 15º  | 88 | Miguel Oliveira       | Trackhouse Racing            | Aprilia RS-GP      | 26   | +44.429   | 16º     | 1     |
| 16º  | 30 | Takaaki Nakagami      | Idemitsu Honda LCR           | Honda RC213V       | 26   | +46.246   | 21º     |       |
| 17º  | 10 | Luca Marini           | Repsol Honda                 | Honda RC213V       | 26   | +70.397   | 19º     |       |

##### Ritirati
| Nº | Pilota          | Squadra                      | Motocicletta       | Giri | Griglia |
| -- | --------------- | ---------------------------- | ------------------ | ---- | ------- |
| 31 | Pedro Acosta    | Red Bull GASGAS Tech3        | KTM RC16           | 25   | 9º      |
| 36 | Joan Mir        | Repsol Honda                 | Honda RC213V       | 6    | 18º     |
| 72 | Marco Bezzecchi | Pertamina Enduro VR46 Racing | Ducati Desmosedici | 5    | 14º     |
| 42 | Álex Rins       | Monster Energy Yamaha        | Yamaha YZR-M1      | 0    | 15º     |

##### Non partiti
| Nº | Pilota           | Squadra        | Motocicletta  |
| -- | ---------------- | -------------- | ------------- |
| 41 | Aleix Espargaró  | Aprilia Racing | Aprilia RS-GP |
| 32 | Lorenzo Savadori | Aprilia Racing | Aprilia RS-GP |

### Moto2
Non prende parte alla gara Joe Roberts a causa della frattura della clavicola in seguito ad una caduta nella giornata di venerdì.
Ai Ogura trova la sua seconda vittoria stagionale, la quarta per il team MT Helmets - MSi. Chiude in seconda posizione Fermín Aldeguer che ha dovuto scontare un long lap penalty mentre stava dominando la gara, senza riuscire poi a completare la rimonta. Terza posizione per il leader del campionato Sergio García a completare un podio firmato Boscoscuro. Quarta posizione per Jake Dixon in ripresa dopo un inizio complicato, davanti a Somkiat Chantra e Tony Arbolino ai loro migliori risultati stagionali. Settima posizione per Marcos Ramírez che precede di poco il trenino composto da Alonso López, Manuel González, Celestino Vietti e Senna Agius (penalizzato di una posizione all'arrivo). Torna a punti in dodicesima posizione Dennis Foggia, poi Jeremy Alcoba e Bo Bendsneyder che regala i primi punti al Preicanos Racing Team dopo il cambio di proprietà. Chiude la zona punti Darryn Binder. Di seguito i risultati della gara:

#### Arrivati al traguardo
| Pos | Nº | Pilota           | Squadra                        | Motocicletta | Giri | Tempo     | Griglia | Punti |
| --- | -- | ---------------- | ------------------------------ | ------------ | ---- | --------- | ------- | ----- |
| 1°  | 79 | Ai Ogura         | MT Helmets - MSi               | B-24         | 22   | 35'27"293 | 2º      | 25    |
| 2°  | 54 | Fermín Aldeguer  | Folladore Speed Up             | B-24         | 22   | +0.571    | 1º      | 20    |
| 3°  | 3  | Sergio García    | MT Helmets - MSi               | B-24         | 22   | +4.252    | 3º      | 16    |
| 4°  | 96 | Jake Dixon       | CFMoto Inde Aspar Team         | Kalex        | 22   | +8.985    | 9º      | 13    |
| 5°  | 35 | Somkiat Chantra  | Idemitsu Honda Team Asia       | Kalex        | 22   | +9.949    | 17º     | 11    |
| 6°  | 14 | Tony Arbolino    | Elf Marc VDS Racing Team       | Kalex        | 22   | +10.069   | 7º      | 10    |
| 7°  | 24 | Marcos Ramírez   | OnlyFans American Racing Team  | Kalex        | 22   | +12.488   | 12º     | 9     |
| 8°  | 21 | Alonso López     | Folladore Speed Up             | B-24         | 22   | +12.592   | 5º      | 8     |
| 9°  | 18 | Manuel González  | QJMotor Gresini Moto2          | Kalex        | 22   | +12.734   | 4º      | 7     |
| 10° | 13 | Celestino Vietti | Red Bull KTM Ajo               | Kalex        | 22   | +12.986   | 10º     | 6     |
| 11° | 81 | Senna Agius      | Liqui Moly Husqvarna Intact GP | Kalex        | 22   | +12.945   | 11º     | 5     |
| 12° | 71 | Dennis Foggia    | Italtrans Racing Team          | Kalex        | 22   | +14.689   | 19º     | 4     |
| 13° | 52 | Jeremy Alcoba    | Yamaha VR46 Master Camp Team   | Kalex        | 22   | +17.047   | 16º     | 3     |
| 14° | 84 | Bo Bendsneyder   | Preicanos Racing Team          | Kalex        | 22   | +17.623   | 20º     | 2     |
| 15° | 15 | Darryn Binder    | Liqui Moly Husqvarna Intact GP | Kalex        | 22   | +23.003   | 15º     | 1     |
| 16° | 10 | Diogo Moreira    | Italtrans Racing Team          | Kalex        | 22   | +23.522   | 8º      |       |
| 17° | 7  | Barry Baltus     | RW-Idrofoglia Racing GP        | Kalex        | 22   | +29.642   | 23º     |       |
| 18° | 32 | Marcel Schrötter | Red Bull KTM Ajo               | Kalex        | 22   | +33.235   | 22º     |       |
| 19° | 28 | Izan Guevara     | CFMoto Inde Aspar Team         | Kalex        | 22   | +33.311   | 18º     |       |
| 20° | 17 | Daniel Muñoz     | Preicanos Racing Team          | Kalex        | 22   | +42.661   | 21º     |       |
| 21° | 11 | Álex Escrig      | Klint Forward Factory Team     | Forward      | 22   | +50.523   | 28º     |       |
| 22° | 34 | Mario Aji        | Idemitsu Honda Team Asia       | Kalex        | 22   | +52.031   | 25º     |       |
| 23° | 43 | Xavier Artigas   | Klint Forward Factory Team     | Forward      | 22   | +52.469   | 27º     |       |
| 24° | 5  | Jaume Masiá      | Preicanos Racing Team          | Kalex        | 22   | +52.531   | 26º     |       |

#### Ritirati
| Nº | Pilota                  | Squadra                      | Motocicletta | Giri | Griglia |
| -- | ----------------------- | ---------------------------- | ------------ | ---- | ------- |
| 22 | Ayumu Sasaki            | Yamaha VR46 Master Camp Team | Kalex        | 7    | 24º     |
| 44 | Arón Canet              | Fantic Racing                | Kalex        | 5    | 13º     |
| 75 | Albert Arenas           | QJMotor Gresini Moto2        | Kalex        | 5    | 6º      |
| 84 | Zonta van den Goorbergh | RW-Idrofoglia Racing GP      | Kalex        | 4    | 14º     |

### Moto3
Prima della gara vengono penalizzati: Xabi Zurutuza, Noah Dettwiler, Nicola Fabio Carraro con un long lap penalty da scontare in gara, mentre Joshua Whatley, Joel Esteban, Filippo Farioli e Matteo Bertelle con due long lap penalty da scontare durante la gara.
Prima vittoria stagionale per Iván Ortolá che sorpassa nelle ultime curve il beniamino di casa Collin Veijer, battuto per soli 7 millesimi. Terza posizione per David Muñoz che ha la meglio su José Antonio Rueda e David Alonso. Subito dietro Luca Lunetta, il migliore degli italiani, seguito dalle Leopard di Adrián Fernández ed Ángel Piqueras. Nona posizione per Stefano Nepa davanti a Ryusei Yamanaka. Daniel Holgado chiude undicesimo distante sia da Yamanaka che da Joel Kelso dodicesimo. Staccato più di dieci secondi troviamo Taiyo Furusato in tredicesima posizione e sette secondi dopo giungono al traguardo anche Jacob Roulstone e Joel Esteban che chiudono la zona punti. Di seguito i risultati della gara:

#### Arrivati al traguardo
| Pos | Nº | Pilota               | Squadra                        | Motocicletta  | Giri | Tempo     | Griglia | Punti |
| --- | -- | -------------------- | ------------------------------ | ------------- | ---- | --------- | ------- | ----- |
| 1°  | 48 | Iván Ortolá          | MT Helmets - MSi               | KTM RC 250 GP | 20   | 33'45"971 | 4º      | 25    |
| 2°  | 95 | Collin Veijer        | Liqui Moly Husqvarna Intact GP | Husqvarna     | 20   | +0.007    | 3º      | 20    |
| 3°  | 64 | David Muñoz          | BOE Motorsports                | KTM RC 250 GP | 20   | +2.197    | 11º     | 16    |
| 4°  | 99 | José Antonio Rueda   | Red Bull KTM Ajo               | KTM RC 250 GP | 20   | +2.430    | 7º      | 13    |
| 5°  | 80 | David Alonso         | CFMoto Valresa Aspar Team      | CFMoto        | 20   | +2.460    | 13º     | 11    |
| 6°  | 58 | Luca Lunetta         | SIC58 Squadra Corse            | Honda NSF250R | 20   | +2.487    | 10º     | 10    |
| 7°  | 31 | Adrián Fernández     | Leopard Racing                 | Honda NSF250R | 20   | +2.531    | 8º      | 9     |
| 8°  | 36 | Ángel Piqueras       | Leopard Racing                 | Honda NSF250R | 20   | +2.689    | 1º      | 8     |
| 9°  | 82 | Stefano Nepa         | LevelUp - MTA                  | KTM RC 250 GP | 20   | +2.877    | 6º      | 7     |
| 10° | 6  | Ryusei Yamanaka      | MT Helmets - MSi               | KTM RC 250 GP | 20   | +2.932    | 5º      | 6     |
| 11° | 96 | Daniel Holgado       | Red Bull GASGAS Tech3          | KTM RC 250 GP | 20   | +5.067    | 15º     | 5     |
| 12° | 66 | Joel Kelso           | BOE Motorsports                | KTM RC 250 GP | 20   | +9.420    | 14º     | 4     |
| 13° | 72 | Taiyo Furusato       | Honda Team Asia                | Honda NSF250R | 20   | +20.016   | 2º      | 3     |
| 14° | 12 | Jacob Roulstone      | Red Bull GASGAS Tech3          | KTM RC 250 GP | 20   | +27.868   | 20º     | 2     |
| 15° | 78 | Joel Esteban         | CFMoto Valresa Aspar Team      | CFMoto        | 20   | +27.940   | 9º      | 1     |
| 16° | 10 | Nicola Fabio Carraro | LevelUp - MTA                  | KTM RC 250 GP | 20   | +28.140   | 22º     |       |
| 17° | 19 | Scott Ogden          | MLav Racing                    | Honda NSF250R | 20   | +28.201   | 17º     |       |
| 18° | 54 | Riccardo Rossi       | CIP Green Power                | KTM RC 250 GP | 20   | +28.261   | 19º     |       |
| 19° | 85 | Xabi Zurutuza        | Red Bull KTM Ajo               | KTM RC 250 GP | 20   | +31.102   | 21º     |       |
| 20° | 5  | Tatchakorn Buasri    | Honda Team Asia                | Honda NSF250R | 20   | +32.446   | 26º     |       |
| 21° | 18 | Matteo Bertelle      | Kopron Rivacold Snipers Team   | Honda NSF250R | 20   | +33.731   | 16º     |       |
| 22° | 7  | Filippo Farioli      | SIC58 Squadra Corse            | Honda NSF250R | 20   | +33.878   | 23º     |       |
| 23° | 55 | Noah Dettwiler       | CIP Green Power                | KTM RC 250 GP | 20   | +48.306   | 25º     |       |
| 24° | 70 | Joshua Whatley       | MLav Racing                    | Honda NSF250R | 20   | +52.844   | 24º     |       |

#### Ritirati
| Nº | Pilota         | Squadra                        | Motocicletta  | Giri | Griglia |
| -- | -------------- | ------------------------------ | ------------- | ---- | ------- |
| 22 | David Almansa  | Kopron Rivacold Snipers Team   | Honda NSF250R | 14   | 18º     |
| 24 | Tatsuki Suzuki | Liqui Moly Husqvarna Intact GP | Husqvarna     | 2    | 12º     |

### MotoE

#### Gara 1

##### Arrivati al traguardo
| Pos. | Nº | Pilota          | Squadra                       | Giri | Tempo     | Griglia | Punti |
| ---- | -- | --------------- | ----------------------------- | ---- | --------- | ------- | ----- |
| 1º   | 4  | Héctor Garzó    | Dynavolt Intact GP            | 7    | 11'48"283 | 2º      | 25    |
| 2º   | 99 | Óscar Gutiérrez | Axxis - MSi                   | 7    | +0.425    | 11º     | 20    |
| 3º   | 81 | Jordi Torres    | OpenBank Aspar Team           | 7    | +1.101    | 4º      | 16    |
| 4º   | 77 | Miquel Pons     | Axxis - MSi                   | 7    | +2.295    | 8º      | 13    |
| 5º   | 11 | Matteo Ferrari  | Felo Gresini MotoE            | 7    | +3.219    | 13º     | 11    |
| 6º   | 55 | Massimo Roccoli | Ongetta SIC58 Squadra Corse   | 7    | +3.265    | 12º     | 10    |
| 7º   | 3  | Lukas Tulovic   | Dynavolt Intact GP            | 7    | +5.456    | 7º      | 9     |
| 8º   | 72 | Alessio Finello | Felo Gresini MotoE            | 7    | +7.037    | 14º     | 8     |
| 9º   | 7  | Chaz Davies     | Aruba Cloud MotoE Racing Team | 7    | +7.460    | 15º     | 7     |
| 10º  | 34 | Kevin Manfredi  | Ongetta SIC58 Squadra Corse   | 7    | +17.322   | 17º     | 6     |
| 11º  | 6  | María Herrera   | Klint Forward Factory Team    | 7    | +23.164   | 16º     | 5     |
| 12º  | 80 | Armando Pontone | Aruba Cloud MotoE Racing Team | 7    | +23.414   | 18º     | 4     |
| 13º  | 21 | Kevin Zannoni   | OpenBank Aspar Team           | 7    | +96.595   | 3º      | 3     |

##### Ritirati
| Nº | Pilota            | Squadra        | Giri | Griglia |
| -- | ----------------- | -------------- | ---- | ------- |
| 51 | Eric Granado      | LCR E-Team     | 6    | 6º      |
| 29 | Nicholas Spinelli | Tech3 E-Racing | 5    | 5º      |
| 40 | Mattia Casadei    | LCR E-Team     | 0    | 9º      |

##### Non classificati
| Nº | Pilota           | Squadra                    | Giri | Griglia |
| -- | ---------------- | -------------------------- | ---- | ------- |
| 9  | Andrea Mantovani | Klint Forward Factory Team | 4    | 10º     |

##### Squalificati
| Nº | Pilota             | Squadra        | Griglia |
| -- | ------------------ | -------------- | ------- |
| 61 | Alessandro Zaccone | Tech3 E-Racing | 1º      |

#### Gara 2

##### Arrivati al traguardo
| Pos. | Nº | Pilota             | Squadra                       | Giri | Tempo     | Griglia | Punti |
| ---- | -- | ------------------ | ----------------------------- | ---- | --------- | ------- | ----- |
| 1º   | 61 | Alessandro Zaccone | Tech3 E-Racing                | 7    | 11'46"902 | 1º      | 25    |
| 2º   | 99 | Óscar Gutiérrez    | Axxis - MSi                   | 7    | +1.909    | 11º     | 20    |
| 3º   | 4  | Héctor Garzó       | Dynavolt Intact GP            | 7    | +2.113    | 2º      | 16    |
| 4º   | 3  | Lukas Tulovic      | Dynavolt Intact GP            | 7    | +2.252    | 7º      | 13    |
| 5º   | 81 | Jordi Torres       | OpenBank Aspar Team           | 7    | +2.642    | 4º      | 11    |
| 6º   | 77 | Miquel Pons        | Axxis - MSi                   | 7    | +3.415    | 8º      | 10    |
| 7º   | 21 | Kevin Zannoni      | OpenBank Aspar Team           | 7    | +3.083    | 3º      | 9     |
| 8º   | 40 | Mattia Casadei     | LCR E-Team                    | 7    | +3.566    | 9º      | 8     |
| 9º   | 11 | Matteo Ferrari     | Felo Gresini MotoE            | 7    | +3.916    | 13º     | 7     |
| 10º  | 55 | Massimo Roccoli    | Ongetta SIC58 Squadra Corse   | 7    | +5.105    | 12º     | 6     |
| 11º  | 72 | Alessio Finello    | Felo Gresini MotoE            | 7    | +6.282    | 14º     | 5     |
| 12º  | 51 | Eric Granado       | LCR E-Team                    | 7    | +6.859    | 6º      | 4     |
| 13º  | 6  | María Herrera      | Klint Forward Factory Team    | 7    | +9.004    | 16º     | 3     |
| 14º  | 9  | Andrea Mantovani   | Klint Forward Factory Team    | 7    | +14.840   | 10º     | 2     |
| 15º  | 34 | Kevin Manfredi     | Ongetta SIC58 Squadra Corse   | 7    | +16.602   | 17º     | 1     |
| 16º  | 80 | Armando Pontone    | Aruba Cloud MotoE Racing Team | 7    | +17.716   | 18º     |       |

##### Ritirati
| Nº | Pilota            | Squadra                       | Giri | Griglia |
| -- | ----------------- | ----------------------------- | ---- | ------- |
| 7  | Chaz Davies       | Aruba Cloud MotoE Racing Team | 4    | 15º     |
| 29 | Nicholas Spinelli | Tech3 E-Racing                | 0    | 5º      |